# Заједничка монетарна регија
Заједничка монетарна регија (енг. Common Monetary Area), или скраћено CMA, окупља земље Јужноафричку републику, Лесото и Свазиленд које чине монетарну унију. Повезана је са Царинском унију јужне Африке (SACU). Намибија је аутоматски постала члан одмах након проглашења независности али се повукла из чланства 1993. године када је настала валута Намибијски долар. Ранд је и даље у употреби у овим земљама. Од земаља SACU-а, Боцвана је тренутно ван CMA.